# Parada de Artapadura
Artapadura es una parada de la línea Abetxuko - Unibertsitatea en el tranvía de Vitoria, explotado por  Euskotren Tranbia. Fue inaugurada el 10 de julio de 2009 junto a todas las paradas del ramal de Abetxuko, desde la de Honduras hasta la de Kañabenta (entonces llamada Abetxuko).

## Localización
Se encuentra ubicada en el distrito de Lakua, concretamente entre el polígono industrial de Arriaga, del que le separa la ronda de circunvalación de la ciudad y a su izquierda se extiende el distrito de Lakua, concretamente el distrito de Lakua 12, uno de los más nuevos de la ciudad. Sin embargo, hay un gran descampado entre la estación y el barrio; ya que la zona más cercana aún no ha sido construida, lo que deja algo lejos de las viviendas.

## Líneas
| Procedencia/Destino | <         | Línea | >       | Procedencia/Destino |
| ------------------- | --------- | ----- | ------- | ------------------- |
| Abetxuko            | Kañabenta | TVG   | Arriaga | Unibertsitatea      |